# آب‌انبار شاهدباز
آب‌انبار شاهدباز مربوط به دوره قاجاریه - پهلوی است و در یزد، خیابان سلمان فارسی، کوچه آب‌انبار شاهدباز و در محله شاهدباز واقع شده و این اثر با شمارهٔ ثبت ۱۴۶۰۰ به‌عنوان یکی از آثار ملی ایران به ثبت رسیده است.

## نگارخانه

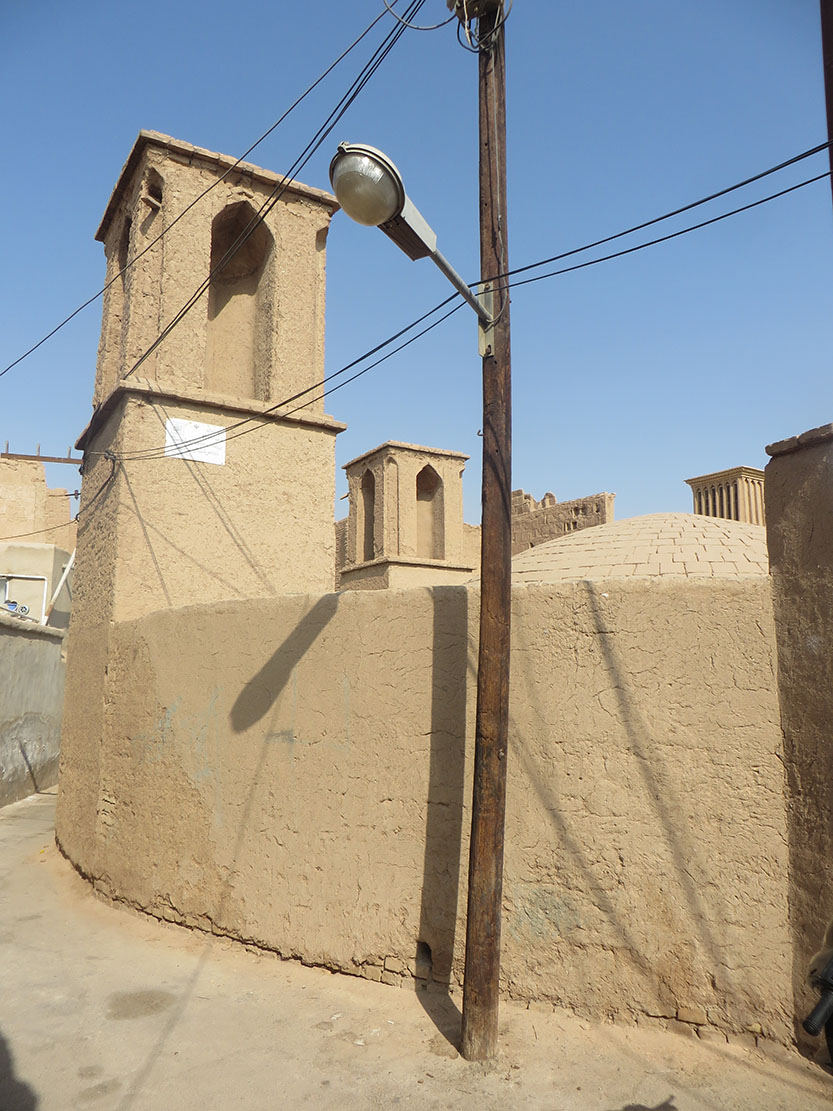
آب‌انبار شاهدباز